# Сумське машинобудівне науково-виробниче об'єднання
50°55′24″ пн. ш. 34°47′55″ сх. д. / 50.92338° пн. ш. 34.798636° сх. д.

Сумське машинобудівне науково-виробниче об'єднання, центральний корпус

Публічне акціонерне товариство «Сумське машинобудівне науково-виробниче об'єднання» (ПАТ «Сумське НВО») — один з найбільших в Україні та Європі машинобудівних комплексів з випуску устаткування для нафтової, газової, атомної та хімічної промисловості, розташований у місті Суми.

## Діяльність підприємства
Об'єднання розробляє та виготовляє: компресори та газоперекачувальні агрегати, унікальні види хімічної апаратури, центрифуги, насоси і газова трубопровідна арматура, нафтопромислове обладнання та автогазозаправні станції, установки комплексної підготовки газу та багато іншої продукції.
Різноманітність продукції забезпечується завдяки наявності розвиненої технічної та виробничої бази. До складу підприємства входять спеціалізовані виробництва, оснащені передовим технологічним устаткуванням, сучасними засобами управління і контролю. Об'єднання має у своєму розпорядженні випробувальну базу для проведення приймально-здавальних випробувань. У тому числі є унікальні випробувальні стенди, які дозволяють проводити натурні випробування, максимально наближені до робочих умов, наукові дослідження та експериментальні роботи.
Підприємство підтримує ділові контакти з партнерами в Україні, країнах СНД, Європи, Азії, Африки та Америки. Споживачам надається технічна допомога при експлуатації обладнання.

## Структура виробництва
До складу об'єднання входять п'ять спеціалізованих виробництв:
- Заготівельне (забезпечує підприємство на 99% литтям, поковками, штампуваннями та ін. заготовками власного виготовлення):
  - ливарний цех,
  - ковальські цехи;
  - цехи виготовлення заготовок з листового і профільного металопрокату,
- Хімічне обладнання:
  - у п'яти цехах виробництва здійснюється виготовлення обладнання з нержавіючих і вуглецевих сталей, титанових сплавів, цирконію та ін., у тому числі: ємності, колони, реактори, теплообмінники, випарні апарати, насоси та компресори, центрифуги та сепаратори для різних галузей промисловості;
- ГПА і компресорів:
  - для випробувань газоперекачувального обладнання та компресорної техніки створено блок випробувальних стендів (БВС);
  - в 2003 році введено в експлуатацію експериментально-дослідний корпус для модельних стендів;
- Насосне, у тому числі для атомних електростанцій:
  - насосне виробництво має в своєму розпорядженні більш ніж 130 одиниць металорізального обладнання, в тому числі 16 верстатів з числовим програмним керуванням (ЧПУ), 6 обробних центрів;
  - лабораторії для проведення всіх видів випробувань, із рентгенівськими установками, у тому числі лінійним прискорювачем;
- «Машинобудівник»:
  - спеціалізується на виготовленні технологічного обладнання для компресорних станцій (апарати повітряного охолодження, установки підготовки паливного, пускового і імпульсного газу тощо), ємностей, виробництві холоднодеформуючих, електрозварних нержавіючих і вуглецевих труб для подальшого використання при виготовленні компресорів, компресорних станцій і газонафтовому обладнанні;
  - на виробництві створено ділянка з виготовлення гумотехнічних виробів для комплектації виготовленого обладнання, у тому числі для насосів АЕС.

## Історія
1896

Свій історичний шлях Сумське машинобудівне НВО ім. М. В. Фрунзе веде ще з 15 листопада (28 листопада за новим стилем) 1896 року, коли Наказом Миколи ІІ були затверджені умови діяльності в Росії бельгійського акціонерного товариства (АТ) «Сумські машинобудівні майстерні (анонімне товариство)», першим директором якого став А. І. Бероунський, бельгійский підданий. Засновниками АТ, крім закордонних компаньйонів, були відомі українські цукрові підприємці П. І. Харитоненко, М. О. Суханов, Л. Є. Кенінг, О. О. Гебіндер та ін. За задумом засновників АТ повинне було займатися виготовленням і ремонтом обладнання для цукрових заводів, шахт Донбасу, залізниць. До кінця 1896 були побудовані основні цехи заводу — ливарний, механічний, котельний, ковальський, модельний, мідно-кабельний.
1897

Підприємство випустило першу партію нескладної продукції. Завод, головним чином, проводив ремонт обладнання цукрових заводів. Для залізниць виготовлялися семафори і хрестовини для стрілок. На підприємстві працювало 350 чоловік.
1900—1902

Розпочато виробництво випарних апаратів, фільтрувальних пресів, бурякових пресів для цукрових заводів.
1908

Виготовлена перша вітчизняна парова машина.
1910—1912

На підприємстві створено сильну конструкторську групу, за проектами якої завод виготовив конструкцію перекриття Київського критого ринку, залізні конструкції для міського театру в м. Миколаєві, конструкції для залізничного депо м. Ташкент та ін.

У 1912 р. організовано виробництво відцентрових насосів низького і високого тиску. На підприємстві працювало 700 робітників. Назва підприємства змінено на «Сумські машинобудівні заводи».
1914

Освоєння військової продукції. Побудовано цех детонаторів, виготовляється обладнання для порохових заводів.
1922

На підприємстві завершено відновлювальні роботи після громадянської війни. Завод випускає парові котли, насоси відцентрові, парові лебідки, ферми для залізничних мостів, обладнання для цукрових заводів.
1927

Почалося виготовлення парової горизонтальної двох-циліндрової машини. Запущено у виробництво три-ступеневий відцентровий насос.
1928

Підприємство перейменовано в «Сумський машинобудівний завод ім. М. В. Фрунзе».
1929

Вперше в Україні освоєне електродугове зварювання.
1930—1931

Завод спеціалізується як підприємство хімічного і нафтового машинобудування. Побудовано насосно-компресорний, ливарний та інструментальний цехи.
1933

Виготовлено перший поршневий компресор продуктивністю 10000 м3/год.
1935

Побудований перший спеціалізований цех з випуску центрифуг.
1936

Освоєння процесу зварювання нікелевих та хромо-нікелевих сталей. Розпочато виготовлення з таких сталей зварної хімічної апаратури.
1937—1940

Виготовлений унікальний надпотужний компресор для синтезу аміаку на тиск 850 атмосфер. Подібні машини в той час не випускала жодна західноєвропейська фірма. Випускаються підвісні центрифуги з ремінною передачею та ручним вивантаженням осаду, парові крекінг-машини, апаратура для цукрової промисловості.
1941—1944

Евакуація заводу в Тамбов, Чирчик, Челябінськ, Кемерово. Виконання замовлень для потреб фронту.
1946—1948

Відновлення виробничих потужностей. Підприємство поступово нарощує випуск продукції. Виготовлені перші післявоєнні зразки вакуум-фільтрів. Знову розпочато випуск відцентрових насосів для цукрової промисловості.
1950—1959

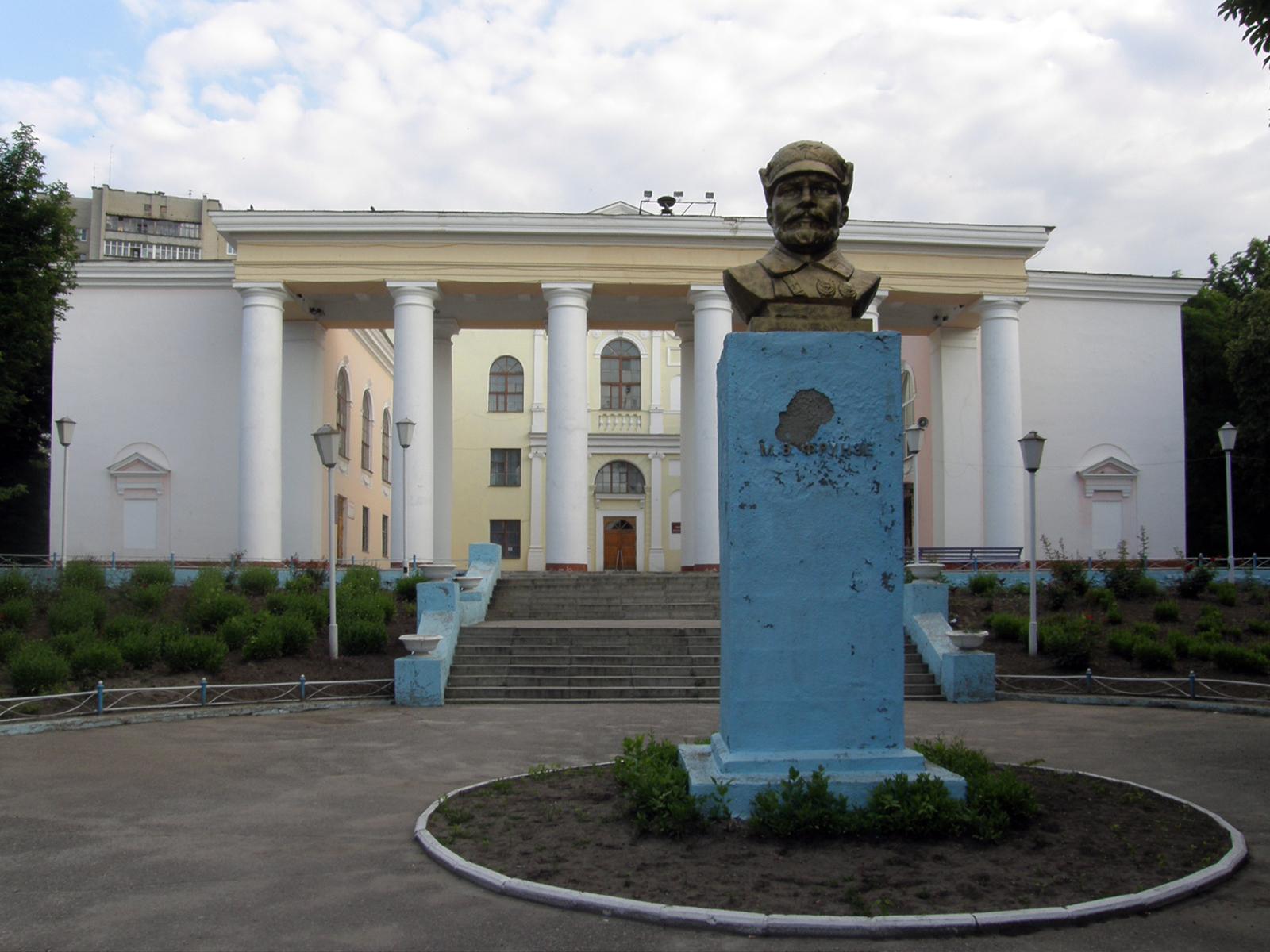
Будинок культури СМНВО, побудований у 1953

Виготовлення обладнання для атомної промисловості. Виконання замовлень для цільових комплексних програм космічних досліджень. Освоєно більш, як 35 нових машин та апаратів для хімічної промисловості, у тому числі п'яти-ступінчатий компресор, автоматичні центрифуги, ротаційні вакуум-насоси.

Підприємство виходить на світовий ринок. Виготовлені перший компресор на опозиційній базі (див.), всі види наявних у світовій практиці центрифуг.
1960

Освоєно виробництво перших вітчизняних важких опозиційних компресорів.
1965

Налагоджено випуск центрифуг з механічними вивантажувачами, а також вакуум-барабанних сушарок.
1969—1975

Освоєно 72 зразки нових установок, машин і агрегатів, у тому числі установок для виробництва слабкої азотної кислоти, етилену. Вперше в країні здійснена комплектна поставка технологічних ліній і установок для виробництва мінеральних добрив, а також для одержання етилену і гелію.
1976

Створено Сумське машинобудівне виробниче об'єднання до складу якого увійшли: Сумський машинобудівний завод ім. М. В. Фрунзе, Сумський завод важкого компресорного будування, СКБ хімобладнання, ремонтне будівельне управління.
1976—1977

Розпочато серійний випуск удосконалених газоперекачувальних агрегатів ГПА-Ц-6,3 з авіаційним приводом потужністю 6,3 МВт в блочному контейнерному виконанні.
1980

Приєднання до об'єднання заводу атомного енергетичного машинобудування.
1981

Освоєно серійне виробництво головних циркуляційних насосів типу ГЦН-195М і насосів другого контуру для атомних електростанцій.
1982

Розпочато випуск нових потужніших газоперекачувальних агрегатів ГПА-Ц-16 з авіаційним приводом потужністю 16 МВт в блочному контейнерному виконанні.
1985

До складу об'єднання увійшов Всесоюзний науково-дослідний і конструкторсько-технологічний інститут компресорного машинобудування. Підприємство отримало найменування «Сумське машинобудівне науково-виробниче об'єднання ім. М. В. Фрунзе».
1987

Освоєно серійне виробництво автомобільних газонаповнювальних компресорних станцій (АГНКС) та автомобільних газозаправних станцій (АГС).
1988

Італійською фірмою «Danieli» для об'єднання побудований завод з виробництва обважнених бурильних і ведучих труб для нафтової та газової промисловості.
1994

Створення на базі підприємства акціонерного товариства відкритого типу.
1990—2000

Структурна перебудова діючих виробництв, розширення асортименту продукції.
1997

Отримано сертифікат схвалення, що підтверджує відповідність діючої у ВАТ системи якості міжнародному стандарту ISO 9001.
1999

Освоєно виробництво трубопровідної арматури, що відповідає вимогам міжнародного стандарту API-6D.
2000

Після продажу на аукціоні останнього державного пакета акцій, процес приватизації підприємства повністю завершено.
2000—2006

Розширення номенклатури продукції, що випускається. Реструктуризація підприємства та нарощування виробничих потужностей. Введення в дію нових промислових об'єктів. Перехід на повно-комплектну поставку обладнання та будівництво об'єктів «під ключ».
2007

ВАТ «Сумське НВО ім. М. В. Фрунзе» увійшло до складу фінансово-промислової групи «Енергетичний стандарт».
2015

Відкрите Акціонерне Товариство «Сумське НВО ім. М.В. Фрунзе» перейменовано в Публічне Акціонерне Товариство «Сумське НВО».

## Виробничі потужності заводу
Сумський завод ім. Фрунзе — унікальний за своїми технологічними можливостями, оснащений найсучаснішим обладнанням. Високорозвинений технічний рівень заготівельного, зварно-збирального і механічно-складальне виробництво забезпечує високу якість продукції.

### Ковальськевиробництво
Кування відбувається методом вільного кування та штампування в підкладному інструменті з конструкційних вуглецевих, низьколегованих, легованих, корозієстійких, жароміцних, жаростійких і зносостійких сталей і кольорових металів.
Обладнання:
- Гідравлічний кувальний прес фірми JSW (Японія) зусиллям 2000 тс. 
Обслуговується кувальним маніпулятором вантажопідйомністю 18 тонн. Дозволяє одержувати наступну продукцію:
  -  — диски суцільні та з отвором в діаметрі до 1500 мм і масою до 5000 кг;
  -  — вали діаметром до 750 мм, довжиною до 6000 мм і масою до 8000 кг;
  -  — розкатні кільця із зовнішнім діаметром до 1800 мм і масою до 6000 кг;
  -  — циліндри з витяжкою на оправі із зовнішнім діаметром до 900 мм і довжиною до 1800 мм, масою до 5000 кг.
  -  — бруски і пластини довжиною до 5000 мм масою до 10000 кг.

- Кільцерозкатний стан RAW 160/125 фірми «Wagner Dorthmund» з радіальним зусиллям 160 тс і аксіальний 125 тс

Дозволяє отримувати безшовні розкатні кільця із зовнішнім діаметром від 450 мм до 3500 мм, висотою від 60 до 500 мм і масою до 3500 кг.
- Молоти вільного кування пневматичні і пароповітряні, аркового і мостового типу з масою падаючих частин від 150 кг до 3000 кг.

Дозволяє одержувати наступну продукцію:
- -  — диски та розкатні кільця діаметром від 100 мм до 600 мм, масою до 320 кг;
  -  — вали діаметром до 400 мм і довжиною до 3500 мм, масою до 2000 кг;
  -  — бруски і пластини перерізом до 350 мм, довжиною до 3500 мм, масою до 2000 кг;
  -  — фасонну.

### Ливарне виробництво
В об'єднанні функціонують потужні ливарні цехи, що забезпечують відливками основне виробництво, а також поставки за кооперацією. У складі ливарних цехів є ділянки лиття під високим і низьким тиском, за моделями, що виплавляються, а також ділянки безперервного лиття заготовок із сталі та алюмінію. Виготовляються відливки з сірого чавуну, сталей, кольорових металів і сплавів.
- Відливки з сірого чавуну виготовляють наступних марок СЧ 10, СЧ 35 (ГОСТ 1412-85), ЧХ1, ЧХ2, ЧХЗ (ГОСТ 7769-82), призначені для виготовлення деталей атомних насосів, важких компресорів та хімічної апаратури, які працюють в умовах агресивних, токсичних, вибухо- і пожежонебезпечних середовищ, високих тисків і широких температурних інтервалів. Готові відливки перевіряються за механічними властивостями, мікроструктурою, хім.складом і щільністю. Плавка чавуну проводиться в індукційних печах ІЧТ-6.

Вага лиття: від 50 г до 20000 кг при максимальних розмірах 6000x4000x900 мм.
- Сталеві відливки виготовляються наступних марок: 20Л, 25Л, 20ГЛ, 20ГСЛ, 35ГЛ, 20Х13Л, 12Х18Н9ТЛ (ГОСТ 977-88), призначені для виготовлення деталей атомних насосів, центрифуг і важких компресорів, що працюють в умовах радіоактивних середовищ і високих тисків. Плавка сталі виробляється в дугових печах ДСП-1.5, ДСП-3 та індукційній ИСТ-0,4.

Вага лиття від 10 до 2500 кг при максимальних розмірах 1500x1000x1000 мм.
- Литтям за виплавленими моделями виготовляються відливки з сталей марок: 20Х13Л, 12Х18Н9ТЛ, 12Х18Н12М3ТЛ. Основна номенклатура — робочі колеса та напрямні апарати для відцентрових насосів. Плавка сталей проводиться в індукційних печах — ИСТ-0, 4.

- Відливки з мідних сплавів виготовляються наступних марок: БрО5Ц5С5, БрО10Ф1, БрА9Ж3Л, БрО7С13Н3, БрО12С2, Л63. Плавка проводиться в індукційних печах ИСТ-0,16 і ИСТ 0,4. Заливка відбувається в кокіль, відцентровим методом та частково в піщані глиняні форми.

Вага лиття до 200 кг при максимальних розмірах відливок 500х500x300 мм.
- Відливки з алюмінієвих сплавів виготовляються наступних марок: АК12, АК5М2, АК5М7. Плавка проводиться в індукційній печі ІАТ-0,4 і в тигельній газовій.

Вага лиття до 150 кг при максимальних розмірах відливок 800х800x300 мм.

### Термічне виробництво
Дозволяє робити як попередню, так і остаточну термічну і хімічно-термічну обробку деталей, що виготовляються у ВАТ та кооперації. Для одержання необхідного комплексу властивостей сталей і сплавів, на ділянках термічних цехів розташоване обладнання, що забезпечує проведення всіх видів термічної обробки поковок, виливків, різних зварних конструкцій і труб. Для термічної обробки (нормалізація, гартування у воді, відпускання) виливків вагою до 6 т використовуються камерні газові печі з розмірами робочого простору 2900х4500х2150мм. Старіння чавунного лиття здійснюється в печі з висувним подом робочим об'ємом 3950х8150х3800мм. Термічна обробка поковок проводиться в камерних газових і шахтних електричних печах.

### Заготівельне виробництво
На підприємстві є спеціалізовані ділянки з виробництва холоднокатаних, електрозварних та біметалевих труб, алюмінієвого профілю.
Заготівельне виробництво оснащено унікальним обладнанням, зокрема:
- Газорізальна установка з програмним управлінням фірми «Messer Grischeim» для мірної вирізки заготовок складної конфігурації з вуглецевої сталі;
- Плазмово-координатна висічна машина «Trumatik 300» фірми «Trumpf» для вирізання деталей складної конфігурації з нержавіючої сталі, включаючи вирізку сегментів шнеків центрифуг, і для висікання вікон;
- Комплекс устаткування, що включає «фланжировочну машину» для виготовлення еліптичних та коробових днищ діаметром 1800-4000 мм і відбортування конічних днищ за заданим радіусом при товщині стінки до 40 мм;
- Профілезгинальні машини[4] фірми «Asano Seiki» для виготовлення фланців із полоси методом гнуття в холодному стані;
- Формувально-профілезгинальні машини фірми «Hausler» для виготовлення змійовиків, лінзових компенсаторів і півтрубних «рубашок», при цьому змійовики виготовляються діаметром 300-3000 мм із труб діаметром 25-159 мм, компенсатори і півтрубні «рубашки» діаметром 800-3000 мм;
- Установка для «ребрення» труб з нагріванням ТВЧ.

### Механічно-складальне виробництво
Завод володіє величезний парком сучасного металообробного обладнання — більше 1500 одиниць, в тому числі 220 верстатів з ЧПК та автоматизованих «центрів оброблення». Це обладнання з високим ступенем технологічної точності провідних верстатобудівних фірм, в тому числі «Waldrich-Siegen», «Max-Muller», «Innse», «Тіленхауз», «Dorries», «Forest», «Pfauter», «Беррарді», «Hoffler», «Lorenc», «Kolb», «Safop» та інших. Структура видів і груп металорізального обладнання характеризується високим ступенем універсальності, що забезпечує достатню «гнучкість» цехів і дозволяє щорічно освоювати нові види продукції без кардинальної зміни складу обладнання.
Слюсарно-складальне виробництво ВАТ має в своєму розпорядженні 17 балансувальних верстатів, що дозволяють виробляти балансування окремих деталей і роторів в зборі діаметром до 2 100 мм, довжиною до 4 700 мм і масою до 7 000 кг з частотами обертання при врівноважені до 3 150 об/хв. Унікальний розгінно-балансувальний стенд фірми «SCHENCK» (Німеччина) забезпечує можливість проведення розгінних випробувань і балансування у вакуумі роторів відцентрових компресорів масою до 2 500 кг при частоті обертання до 40 000 об/хв. Комплекс унікальних випробувальних стендів дозволяє здійснювати натурні випробування всіх параметрів вузлів та агрегатів і забезпечувати відвантаження обладнання, будівництво і здачу його замовнику «під ключ».

### Зварювальне виробництво
У виробництві широко застосовуються роботизовані, автоматизовані та механізовані зварювальні установки, стенди та обладнання фірм «Fronius», «IGM», «ESAB», «Polisoud», «Deuma» з маніпуляторами вантажопідйомністю від 10 до 100 тонн.
Застосовуються різноманітні способи зварювання й наплавлення: автоматичне під флюсом, електрошлакове, електроннопроменеве, автоматичне і механізоване в середовищі захисних газів суцільним і порошковим дротом, орбітальна аргонодугове неплавким електродом з'єднання «труба + труба» і «труба + трубна решітка», високочастотне при виробництві «ребер» труб, шовне і точкове контактне, зварювання тертям, «плакірування» вибухом і наплавленням стрічковим електродом.
Широко впроваджені супутні технології — вакуумна пайка, плазмове різання і зварювання, металізація й зміцнення металів — газотермічне, полум'яне, електродугове, вакуумне і детонаційне.

## Продукція

### Види обладнання комплектного постачання
- Компресорні станції (КС)
- Установки комплексної підготовки газу (УКПГ)
- Установки підготовки газу (УПГ)
- Установки переробки конденсату (КПК)
- Автомобільні газонаповнювальні компресорні станції (АГНКС)
- Лінія виробництва слабкої азотної кислоти
- Лінії виробництва соди
- Лінії виробництва спирту
- Енергетичні газотурбінні установки

### Обладнання для АЕС
Підприємство є основним постачальником спеціального насосного обладнання для всіх енергоблоків атомних станцій.
Насоси ВАТ «Сумське НВО ім. М. В. Фрунзе» працюють на атомних електростанціях Росії, України, Вірменії, Болгарії, Китаю, Індії та інших країн.
Перші насоси виготовлені в 1981 році. Виробництво насосів здійснюється в спеціалізованих цехах, у повній відповідності до вимог Правил і Норм з безпеки в атомній енергетиці. Загальний термін служби обладнання — не менше 30 років.
Оригінальним обладнанням є головні циркуляційні насоси ГЦН-195М для енергоблоків ВВЕР-1000 з подачею теплоносія 20 000 м3/год.
Підприємство виготовляє живильні, конденсатні насоси першого і другого підйому, насоси підживлення першого контуру та борного регулювання, аварійні живильні, насоси систем пожежогасіння та інші. Крім того, освоєно виготовлення великих відцентрових і осьових насосів для подачі охолоджуючої технічної води.
Загальна кількість типорозмірів насосного обладнання для АЕС, освоєного підприємством, становить понад 90 шт.
Всього виготовлено більше 1100 насосів для АЕС.

### Обладнання технологічне хімічне
Підприємством розроблено та виготовлено устаткування для оснащення хімічних виробництв, повнокомплектних технологічних ліній для хімічної, нафтової, газової, харчової, медичної промисловості та інших галузей народного господарства країн СНД і далекого зарубіжжя.
Протягом останніх 50 років об'єднання оснастило всі існуючі на території країн СНД та країн, що входили до Ради Економічної Взаємодопомоги (РЕВ), содові заводи високопродуктивним обладнанням. Це Березняківській, Лисичанський, Стерлітамакський, Слов'янський, Кримський, Кунградский содові заводи, содовий завод у м. Девно (Болгарія), содові заводи компаній «Sovlay» (Італія), «Soda Sanayi» (Туреччина) та ін.
Хімічне устаткування для виробництва мінеральних добрив на основі аміаку й азотної кислоти успішно експлуатується на всіх виробничих об'єднаннях «Азот» колишнього Радянського Союзу (Кам'янське, Черкаси, Сєверодонецьк, Невинномиськ, Самара, Розсош, Мари, Тольятті, Чирчик, Кірово-Чепецьк, Новомосковськ та ін) . Всього поставлено близько 100 ліній.
Хімічне обладнання у складі комплектних технологічних ліній з виробництва етилену, пропілену та гелію було поставлено на підприємства нафтохімічного комплексу (Сумгаїт, Омськ, Уфа, Салават, Казань, Ангарськ, Лисичанськ, Шевченко, Оренбург, Узець, Абовян, Кстово). Всього поставлено 30 ліній.

### Обладнання технологічне газове
Більше 30 років ВАТ «Сумське НВО ім. М. В. Фрунзе» є займається виробництвом обладнання для нафтової і газової промисловості.
Основну частину цього обладнання складають газоперекачувальні агрегати (ГПА).
Фахівцями підприємства спроектовано більше 100 моделей газоперекачувальних агрегатів з газотурбінними приводами судового та авіаційного типу потужністю 4; 6,3; 8; 10, 16 і 25 МВт, а також з електроприводом потужністю 1,0-6,3 МВт. Більше 2100 таких агрегатів успішно експлуатуються в Росії, Україні, Туркменістані, Азербайджані, Ірані, Аргентині, Туреччині та інших країнах.
В останні роки підприємством розроблено ряд нових модифікацій ГПА на базі суднових і авіадвигунів останніх поколінь, що забезпечують ефективний ККД, рівний 34-35,5%. У перспективі планується освоєння приводів зі складним робочим циклом, що забезпечить підвищення ККД до 43-45%.

### АГНКС
В 2005 р. ВАТ «Сумське НВО ім. М. В. Фрунзе» приступило до виготовлення нового покоління однокомпресорних АГНКС на 125, 150, 200, 350 і двохкомпресорних АГНКС на 250, 300, 400 і 700 заправок автомобілів на добу.
Продукція, компресорні установки сертифіковано на відповідність вимогам правил безпеки в Росії та Україні, із сучасним дизайном станції.
Особливостями даної серії АГНКС є:
- Надійний швидкохідний опозиційний компресор на врівноваженій базі М2, 5У;
- Вдосконалені системи осушення газу:
  - довго-циклова по низькому тиску — для однокомпресорних
  - коротко-циклова по високому тиску, енергозберігаюча — для двохкомпресорних АГНКС;
- Система запобігання повернення газу при зупинках компресора;
- Висока ремонтопридатність компресора, забезпечена уніфікацією циліндро-поршневих груп 1 і 2 ступенів;
- Автоматична система підтримки тиску нагнітання 1 ступені компресора;
- «М'який» пуск електроприводу компресора;
- Високий рівень автоматизації технологічних процесів.

### Насоснеобладнання
Вакуумні насоси та компресори, а також роторні насоси, що випускаються об'єднанням, призначені для різних галузей промисловості. Вони виготовляються з вуглецевих і нержавіючих сталей і титанових сплавів. Ці насоси відрізняються високим рівнем надійності, прості й зручні в експлуатації.

Для інтенсифікації видобутку нафти в нафтовій промисловості випускаються модернізовані відцентрові високонапірні багатосекційні насосні агрегати ЦНС-180-2 з подачею 180 м3/год і напором від 1050 до 1900 м. Насоси мають ефективний захист, що дозволяє здійснювати перекачування промислових, стічних і пластових вод з підвищеним вмістом абразивних домішок, у тому числі із вмістом сірководню.

Для ефективного освоєння нафтових родовищ розроблений мультифазний насос 2ВВ 500-30, що забезпечує одночасне перекачування нафти, газу і рідини однією системою трубопроводів. Для перекачування нафтопродуктів (масло, мазут, дизельне паливо, нафта) випускаються трьох-гвинтові насоси ЗВ8/100 і ЗВ16/25 з подачею від 12 до 22 м3/год.

Для хімічної, нафтової та газової промисловості випускаються відцентрові насоси в широкому асортименті продуктивністю від 2 до 500 м3/год. Виготовлення з корозієстійких і титанових сплавів забезпечує можливість їх застосування для високо-агресивних середовищ. Для підприємств металургійної та цементної промисловості освоєно виробництво шлакових насосів типу ЦПН продуктивністю від 225 до 800 м3/год. Насоси типу НСШ призначені для шахтного водовідливу у вугільній промисловості. Ці насоси мають продуктивність від 80 до 500 м3/год і напір до 1000 м, їх номенклатура охоплює 21 типорозмір. Вони виконані з підвищеною надійністю та довговічністю.

Об'єднання є основним постачальником спеціального насосного обладнання для всіх енергоблоків атомних електростанцій. До унікального обладнання відноситься головні циркуляційні насоси ГЦН-195М для енергоблоків ВВЕР-1000 потужністю 8000 кВт і подачею теплоносія 20 000 м3/год. Виготовляється також широка номенклатура насосів другого контуру АЕС (живильні, конденсатні, циркуляційні для охолодження реакторів та інші).

### Арматура трубопровідна
З 1986 року, на ринку країн СНД, ВАТ «Сумське НВО ім. М. В. Фрунзе» — один з основних виробників арматури для газової промисловості.
Арматура, що випускається підприємством, базується на високотехнологічної конструкції корпусу з зносостійкими ущільненнями з композиційних матеріалів, що забезпечують високі показники надійності, герметичності та довговічності.
Продукція відрізняється високою якістю, простотою і зручністю в обслуговуванні. «Сумське НВО ім. М. В. Фрунзе» має сертифікат на виробництво трубопровідної арматури відповідно до специфікації API 6D, Сертифікати Відповідності Держстандарту Росії. Постійними замовниками трубопровідної арматури є найбільші нафтогазові компанії: ВАТ «Газпром», ВАТ «Сургутнафтогаз», ВАТ «Роснефть», НАК «Нафтогаз України», АК «Узтрансгаз», ГК «Туркменгаз», НК «Казмунайгаз», ВАТ «Белтрансгаз», «ZEROMAX GmbH» та ін
Освоєний весь спектр арматури на тиск 80,100,160 Бар, необхідної для магістральних газопроводів і компресорних станцій.
Номенклатура продукції включає:
- Кульові крани DN 50 — 150 PN 80,100,160;
- Кульові крани DN 200 — 1400 PN 80,100,160;
- Затвори зворотні DN 300 — 1000 PN 80,100,160;
- Решітки захисні DN 400 — 1000 PN 80,100, 200.

Завод виготовляє також інші види трубопровідної арматури: з фланцевим приєднанням в комплекті з відповідними фланцями, кріпленням і прокладками; для агресивного природного газу, що містить сірководень; з електроприводами різних фірм за вимогою замовника; з автоматом аварійного закриття крана (ААЗК).

## Директори заводу
- 1896—19.. Бероунскій А.
- 1952—1954 Карбовничий Василь Артемович
- 1954—1961 Седик Василь Павлович
- 1961—1967 Шавра Борис Михайлович
- 1967—1969 Нікітін Іван Іванович
- 1969—1973 Резніченко Віктор Олександрович
- 1973—1986 Лук'яненко Володимир Матвійович
- 1986—1989 Воронко Олександр Олександрович
- 1989—1994 Лук'яненко Володимир Матвійович
- 2015—2019 Цимбал Олексій Юрійович
- 2019—2020 Лук'яненко Володимир Матвійович
- 2020— Забіцький Володимир Вікторович